# Submarino clase Laika
La clase Laika, designación rusa Proyecto 545 Laika (en ruso: Лайка) [2], también conocida como clase Husky (en ruso: Хаски, literalmente 'husky'), son una serie de submarinos de propósito general de quinta generación  actualmente en desarrollo por la Oficina de Ingeniería Marina de Malakhit para la Armada de Rusia. 
Diseño
Se informa que los submarinos combinan las funciones de los submarinos multiusos y estratégicos, pudiendo utilizar tanto misiles balísticos como de crucero según la tarea y la configuración modular. Los submarinos tendrán un desplazamiento menor que los actuales submarinos de cuarta generación de la clase Yasen e incorporarán el diseño de doble casco con el casco exterior hecho de materiales compuestos. También se espera que los compuestos se utilicen para superficies de control y sistemas de propulsión. 
El armamento principal incluirá los misiles de crucero antibuque 3M-54 Kalibr y P-800 Oniks, así como los misiles de crucero hipersónicos 3M22 Zircon. También se prevé que los buques estén armados con misiles balísticos MARVed actualmente en desarrollo por la Oficina de Diseño de Cohetes Makeyev. Según el presidente de la United Shipbuilding Corporation, Alexei Rakhmanov, los submarinos deben estar altamente unificados en sus componentes clave para reducir sustancialmente los costos para el Ministerio de Defensa ruso. 
Según los informes, los submarinos del Proyecto 545 cuentan con un desplazamiento de 11.340 toneladas, una velocidad máxima de 35 nudos, 90 días de autonomía y una profundidad máxima de inmersión de 600 metros.